# Флаг Арзгирского муниципального округа
Флаг Арзгирского муниципального округа Ставропольского края Российской Федерации — опознавательно-правовой знак, составленный и употребляемый в соответствии с вексиллологическими правилами, служащий одним из официальных символов муниципального образования.
Утверждён 17 июня 2011 года как флаг Арзгирского муниципального района и внесён в Государственный геральдический регистр Российской Федерации с присвоением регистрационного номера 7715.
Переутверждён 8 декабря 2020 года как флаг Арзгирского муниципального округа.

## Описание
Флаг представляет собой вертикально рассечённое на две равные половины жёлто-красное полотнище с соотношением сторон 2:3, несущее в себе фигуру герба: головку пшеничного колоса о восьми зёрнах в столб тех же переменных цветов, увершанную переменных цветов волютой.— Решение Совета депутатов Арзгирского муниципального округа от 8 декабря 2020 года № 57
Флаг создан на основе герба Арзгирского муниципального района, в котором отражены основные природно-географические особенности данной территории.
Арзгирский район отличается засушливым климатом и обладает крайне ограниченными ресурсами, а обеспеченность его жителей необходимыми благами достигается напряжённым физическим трудом. К основными видами деятельности местного населения издавна относятся земледелие и овцеводство, чьи символические образы воспроизведены на полотнище флага в виде головки пшеничного колоса и волюты в форме бараньих рогов. Число зёрен в колосе указывает на число сельских поселений, входивших в состав района.
Жёлтый цвет символизирует просвещение, мужское начало, неподверженность порче, мудрость, стойкость, честь, богатство, свет, озарение, гармонию, истину, а красный — Веру, великомученничество, зенит цвета, воинственность, достоинство, мужество, силу, неустрашимость, упорство, великодушие, праздник, отвагу. Кроме того, красный цвет является символом «высокого накала силы и мужества степного населения Арзгирского района, проживающего в суровых климатических условиях».

## История
Для разработки герба и флага Арзгирского муниципального района была создана рабочая группа в составе главы района, депутатов районного совета и художника-геральдиста Сергея Евгеньевича Майорова. Последний подготовил несколько проектов символики, из числа которых руководство района и депутаты выбрали следующий вариант: «в рассечённом золото-червлёном щите червлёно-золотой колос переменных цветов с 8 зёрнами по четыре с каждой стороны, увенчанный волютой».
17 июня 2011 года разработанные Майоровым герб и флаг утверждены в качестве официальных символов Арзгирского муниципального района.
30 июня 2011 года Майоров представил подготовленную им серию эскизов герба и флага на заседании геральдической комиссии при губернаторе Ставропольского края. Члены комиссии, рассмотрев все проекты, в итоге одобрили герб и составленный на его основе флаг, принятые главой района и депутатами райсовета.
2 июля 2012 года, после прохождения экспертизы в Геральдическом совете при Президенте Российской Федерации флаг Арзгирского муниципального района был внесён в Государственный геральдический регистр под номером 7715. 28 ноября того же года на очередном заседании краевой геральдической комиссии главе района А. И. Палагуте вручили свидетельства о государственной регистрации районной символики.
16 марта 2020 года Арзгирский район преобразован в Арзгирский муниципальный округ.
Решением Совета депутатов Арзгирского муниципального округа от 8 декабря 2020 года № 57 округ определён правопреемником официальных символов Арзгирского района. Тем же решением утверждены положения о гербе и флаге Арзгирского муниципального округа.